# Kujawsko-Dobrzyński Park Etnograficzny w Kłóbce
Kujawsko-Dobrzyński Park Etnograficzny w Kłóbce – skansen w Kłóbce założony w roku 1993, jest oddziałem Muzeum Ziemi Kujawskiej i Dobrzyńskiej we Włocławku.

## Charakterystyka
Skansen jest położony po obu stronach doliny rzeki Lubieńki i składa się z dawnej wsi oraz zespołu parkowo-dworskiego należącego niegdyś do rodu Orpiszewskich. Obejmuje obszar 13 ha, na którym zgromadzono 18 obiektów architektury ludowej zebranej w dwóch sektorach: Ziemi Kujawskiej (dwie zagrody) i Ziemi Dobrzyńskiej (jedna zagroda). Drewniane zabudowania z wyposażeniem wnętrz, tradycyjne przedmioty i narzędzia pokazują życie codzienne rodzin chłopskich od końca XVIII wieku do lat 30. XX wieku. We dworze ekspozycja dawnych wnętrz oraz wystawa biograficzno-artystyczna Marii z Wodzińskich Orpiszewskiej, narzeczonej Fryderyka Chopina. W zabytkowym parku ścieżka edukacji historyczno-przyrodniczej.

## Ekspozycja
Na terenie skansenu eksponowane są przykłady architektury kujawskiej i dobrzyńskiej. Ekspozycja obejmuje:
- garncarnię
- zagrodę kujawską nr 1 - z chałupą z końca XVIII w., przeniesioną z Wielkiego Pułkowa, ze stodołą, spichlerzem oraz owczarnią
- zagrodę kujawską, przeniesioną z Zalesie (powiat włocławski), na którą składa się chałupa z 1840 r., stodoła, olejarnia, obora
- zagrodę dobrzyńską, z domem z k. XVIII w. i budynkami gospodarczymi
- wiatrak koźlak z Zadusznik
- szkołę z okresu międzywojennego
- karczmę z Wielkiego Pułkowa
- kuźnię
- remizę
- kościół przeniesiony z Brzeźna
- pasiekę

Zagrody uzupełnione są o dodatkowe elementy, takie jak studnie i piwniczki-ziemianki. W 2013 na potrzeby skansenu odrestaurowano spichrz dworski, w którym mieści się ekspozycja maszyn rolniczych. Od 2015 r. częścią parku etnograficznego jest również teren dworu Orpiszewskich z końca XVIII w. W 2023 r. zrekonstruowano dawny drewniany młyn wodny na rzece Lubience, w którym eksponowane jest wyposażenie młyna z lat 20. XX w.

## Galeria zdjęć
| Kujawsko-Dobrzyński Park Etnograficzny w Kłóbce (2024 r., z lotu ptaka) |

## Plan skansenu
| | |
| Sektor wiejski 1. Wiata na maszyny rolnicze 2. Garncarnia 3. Zagroda Kujawska I 4. Kapliczka ze św. Antonim 5. Zagroda Kujawska z Zalesia 6. Kuźnia z Chełmiec 7. Wiatrak z Zadusznik 8. Szkoła 9. Karczma z Wielkiego Pułkowa 10. Zagroda dobrzyńska 11. Kapliczka z Matką Boską Skępską 12. Remiza 24. Kościół z Brzeźna | Sektor dworsko-parkowy 13. Dwór Orpiszewskich 14. „Lipa Maria” 15. Świerki Ludwika Orpiszewskiego 16. Aleja grabowa „Babci małej” 17. Sad rodzimych drzew owocowych 18. Aleja jesionowa „Babci dużej” 19. Punkt widokowy pod bukiem purpurowym 20. Krąg kasztanowców „Zielony gabinet” 21. Dąb powstańców 22. Las olszowo-jesionowy 23. Aleja olszowa |